# Adamo Coulibaly
Adamo Coulibaly (Parijs, 14 augustus 1981) is een Frans voetballer van Ivoriaanse afkomst die bij voorkeur als aanvaller speelt. Hij staat onder contract bij RC Lens in de Ligue 1.

## Clubcarrière
Coulibaly speelde in de Franse lagere afdelingen bij Perreux, Neauphle-le-Château en AS Poissy. Tijdens het seizoen 2007/08 speelde hij bij Sint-Truiden, waarvoor hij 7 doelpunten scoorde uit 28 competitiewedstrijden. In 2008 ging Coulibaly naar Antwerp. Eén jaar later trok hij naar het Hongaarse Debreceni VSC, waar hij in vier seizoenen 66 doelpunten zou scoren uit 110 competitieduels. In 2013 trok de spits transfervrij naar het Franse RC Lens, waarmee hij in zijn eerste seizoen meteen promotie afdwong naar de Ligue 1.
1 Petrić ·
2 Aguilar ·
3 Machado ·
4 Danso ·
7 Sotoca  ·
8 Nzola ·
9 Satriano ·
10 Costa ·
11 Fulgini ·
13 Chávez ·
14 Medina ·
15 Ojediran ·
16 Koffi ·
18 Diouf ·
19 Cabot ·
20 Sarr ·
22 Saïd ·
23 El Aynaoui ·
24 Gradit ·
26 Mendy ·
27 Bane ·
28 Thomasson ·
30 Ryan ·
34 Pouilly ·
36 Lebeau ·
37 Ganiou ·
38 Zaroury ·
Coach: W. Still
· Assistent-coach: N. Still